# Ibotyporanga naideae
Espèce
Ibotyporanga naideae est une espèce d'araignées aranéomorphes de la famille des Pholcidae.

## Distribution
Cette espèce est endémique du Brésil. Elle se rencontre au Pará, au Maranhão, au Piauí, au Bahia, au Minas Gerais, au Goiás, au Mato Grosso do Sul, dans l'État de São Paulo et dans le District fédéral.

## Description
La femelle syntype mesure 3,0 mm.
Le mâle décrit par Huber, Meng, Král, Ávila Herrera et Carvalho en 2024 mesure 2,3 mm.

## Systématique et taxinomie
Cette espèce a été décrite par Mello-Leitão en 1944.

## Publication originale
- Mello-Leitão, 1944 : « Algumas aranhas da região amazônica. » Boletim do Museu Nacional, Nova Série Zoologia, Rio de Janeiro, vol. 25, p. 1-12.